# Alexander Ludovic Duff
Alexander Ludovic Duff (Knockleith, 20 febbraio 1862 – Londra, 22 novembre 1933) è stato un ammiraglio inglese.

## Carriera navale
Entrò nella Royal Navy nel 1875. Fu Direttore della Divisione Mobilitazione al Ministero della marina (1912-1914). Prestò servizio nella prima guerra mondiale come Contrammiraglio (secondo in comando) del 4° Battle Squadron, prendendo parte alla battaglia dello Jutland nel 1916.
Poi è diventato Direttore dell'Anti-Submarine Division nel 1917. Duff inizialmente si oppose all'uso di convogli However, his efforts greatly reduced the destruction caused by the "underwater menace"., opinione non condivisa dall'ammiraglio Jellicoe, Primo Lord del Mare.
Dopo la guerra divenne Assistente Capo di Stato Maggiore della Marina e poi, dal 1919, Comandante in capo, Cina. Si è ritirato nel 1925.

## Matrimoni
Nel 1886 sposò Janet Douglas Duff dalla quale ebbe due figlie. Nel 1924 si risposò con Alice Marjorie Hill-Whitson dalla quale non ebbe figli.